# Jeanne Spiering
Johanna Judith (Jeanne) Spiering (Tiel, 24 december 1862 – aldaar, 7 maart 1944) was een voorvrouw van de rechtzinnige richting in de Tielse hervormde kerk en een van de grondleggers van het ziekenhuis Bethesda (dat later deel werd van Ziekenhuis Rivierenland).

## Jeugd
Jeanne Spiering behoorde tot een aanzienlijke en vermogende familie. Zij was de jongste van acht kinderen van Willem Spiering, plaatsvervangend rechter bij de arrondissementsrechtbank, en barones Elisabeth van Balveren. Nadat haar beide ouders waren overleden, werd zij vanaf haar zevende opgevoed door twee tantes.

## Weldoener
In de tweede helft van de negentiende eeuw werd de Nederlandse Hervormde Kerk in Tiel gedomineerd door vrijzinnige gelovigen uit de gegoede klasse. Als reactie hierop richtte men de Vereniging tot Evangelisatie te Tiel op. Jeanne Spiering en haar zus Henriëtte werden in 1889 lid van deze vereniging. Sindsdien stonden zij bekend als de "dames Spiering".
Zij financierden verscheidene projecten, zoals een orthodox Nederlands Hervormde zondagsschool en de bouw van de Eben Haëzer-Kerk met een eigen, rechtzinnige predikant, van een nieuwe School met de Bijbel, en van het protestants-christelijke ziekenhuis Bethesda. De dames Spiering bemoeiden zich tot in detail met de bouw van het Eben Haëzercomplex en van het ziekenhuis, die allebei hun persoonlijk eigendom bleven.
Jeanne Spiering hield zich vooral bezig met de praktische uitvoering van het werk. In 1903 werd zij lid van het bestuur van de Vereniging tot Instandhouding van Scholen met den Bijbel te Tiel en president van het suppletiefonds, dat het schoolgeld voor kinderen van armlastigen opbracht. Nadat in 1909 de Fundatie Christelijke Belangen werd opgericht, werden de School met de Bijbel en de Eben Haëzer-Kerk daarin ondergebracht en deed Jeanne Spiering de boekhouding van deze fundatie. 
Na het overlijden van haar zus Henriëtte vertegenwoordigde zij de fundatie in het bestuur van Eben Haëzer; zij bleef lid van het bestuur totdat haar gezondheid in 1943 achteruitging. Vanaf de oprichting in 1910 tot 1943 was Jeanne Spiering ook penningmeester van het bestuur van ziekenhuis Bethesda.

## Onderscheiding
Spiering werd in 1937 benoemd tot Ridder in de Orde van Oranje-Nassau.

## Erfenis
Het vermogen van € 2.000.000,= van de "dames Spiering" is ondergebracht in de Fundatie Christelijke Belangen. Het doel hiervan was evangelisatie te bedrijven in de School met de Bijbel en de ziekenverpleging. In 2009 heeft deze Fundatie de tweejaarlijkse Spieringprijs voor de zorg ingesteld.